# Nishiyama Suishō

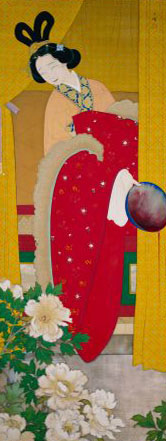
Kinshōjo, 1921

Nishiyama Suishō (japanisch 西山翠嶂, eigentlicher Vorname Usaburō (卯三郎); geb. 2. April 1879 in Kyōto; gest. 30. März 1958) war ein japanischer Maler im westlichen Yōga-Stil der Taishō- und Shōwa-Zeit. Er war, zusammen mit Kikuchi Keigetsu, einer der zentralen Figuren der Kunstszene Kyōto seiner Zeit.

## Leben und Werk
Nishiyama war Schüler von Takeuchi Seihō und dann auch sein Schwiegersohn. 1899 machte er seinen Abschluss an der Schule für Kunst und Kunstgewerbe in Kyōto (京都市立美術工芸学校). Er war dann mit Werken auf Ausstellungen wie auf der „Messe zur Wirtschaftsförderung“ (内国勧業博覧会, Naikoku kangyō hakurankai), sowie den Kunstausstellungen Shin kobijutsu hinten (新古美術品展) und Zenkoku kaiga kyōshinkai (全国絵画共進会) vertreten.
Ab 1907 stellte Nishiyama dann jedes Jahr auf der jährlichen staatlichen Kunstausstellung „Bunten“ aus und wurde für Bilder wie „Ungeschmückte Frau“ (未笄の女, Mike no onna), „Kurze Nacht“ (短夜, Tan’ya), „Fallende Pflaumenblüten“ (落梅, Rakubai) ausgezeichnet.
Ab 1902 lehrte Nishiyama an der Schule für Kunst und Kunstgewerbe, ab 1919 an der Städtischen Kunstschule Kyōto (京都市立美術学校, Kyōto shiritsu bijutsu gakkō). Im selben Jahr wurde er Juror für die „Teiten“-Ausstellung, die die Bunten fortsetzte. Auf dieser Ausstellung zeigte er sein Werk „Fütterung“ (秣, Magusa), das ihm Kritik einbrachte, einerseits wegen des trivialen ländlichen Themas, andererseits wegen der verschwommenen Ausführung. Nishiyama blieb aber weiterhin dabei, die Malerei im Nihonga-Stil weiterzuentwickeln.
1931 war er auf der Ausstellung japanischer Malerei in Berlin zu sehen. Von 1933 bis 1936 war Nishiyama Direktor sowohl der Schule für Kunst und Kunstgewerbe als auch der Städtischen Kunstschule. Bereits 1929 war er Mitglied der Akademie der Künste (帝国美術院, Teikoku bijtsu-in) geworden. 1937 wurde er als Mitglied der Nachfolgeeinrichtung bestätigt, 1944 zum Kunstsachverständigen am Kaiserlichen Hof (帝室芸妓員, Teishitsu geiki-in) berufen. 1957 wurde Nishiyama mit dem Kulturorden ausgezeichnet.
Zu Nishiyamas Schülern gehören Dōmoto Inshō und Uemura Shōen. 1990 gab die japanische Post eine 62-Yen-Briefmarke mit einem Pferdebild von Nishiyama innerhalb der Serie „Pferd in der Kultur“ heraus.

## Bilder

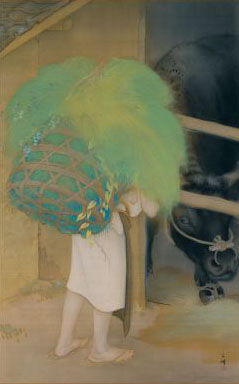
„Fütterung“, 1920
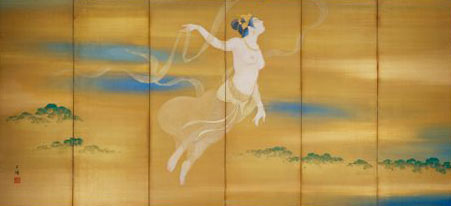
„Frühlingsdunst“, 1919 (linker Stellschirm)
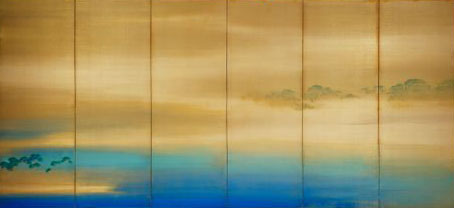
„Frühlingsdunst“, 1919 (rechter Stellschirm)
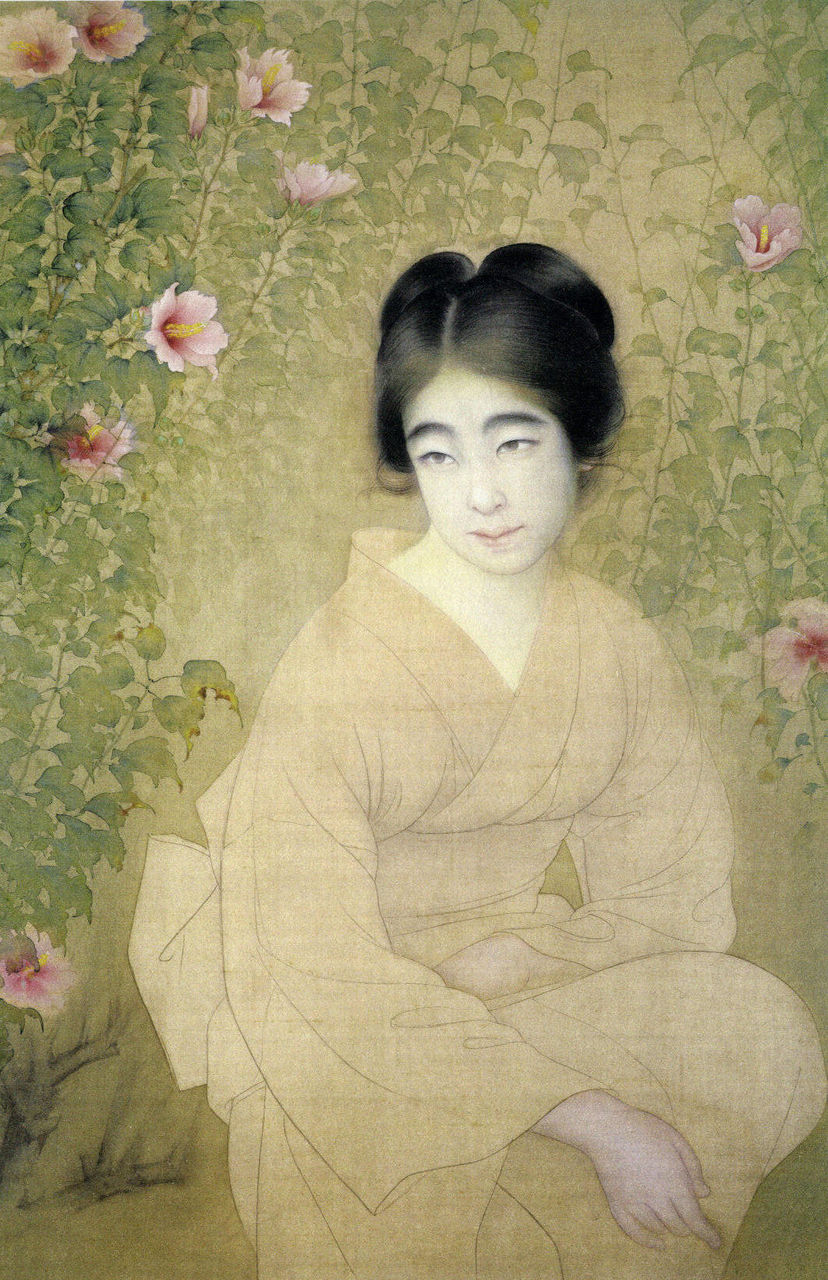
„Rosen, 1923“
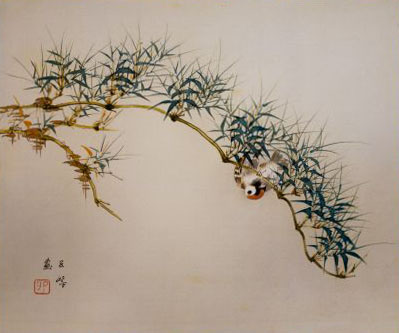
„Kiefernzweig“, ca. 1934